# اسلام‌آباد علیا (خرم‌آباد)
اسلام‌آباد علیا روستایی از توابع بخش زاغه شهرستان خرم‌آباد در استان لرستان ایران است.

## جمعیت
این روستا در دهستان قائدرحمت قرار دارد و براساس سرشماری مرکز آمار ایران در سال ۱۳۸۵، جمعیت آن ۲۱ نفر (۶خانوار) بوده‌است.